# Браут, Роберт
Ро́берт Бра́ут (англ. Robert Brout; 14 июня 1928, Нью-Йорк — 3 мая 2011, Брюссель) — физик-теоретик, работавший в области физики элементарных частиц. Заслуженный профессор Брюссельского свободного университета. Лауреат ряда престижных премий в области физики.

## Биография
После получения в 1952 году диплома доктора философии в Колумбийском университете работал на должности профессора в Корнеллском университете. В 1961 году переезжает в Бельгию, где получает позицию в Брюссельском свободном университете и бельгийское гражданство. В 1993 году вышел на пенсию, получив звание заслуженного профессора.
Является одним из основоположников теории спонтанного нарушения симметрии в физике элементарных частиц. Совместно с Франсуа Энглером является автором одной из фундаментальных работ в этой области, опубликованной в журнале «Physical Review Letters» в 1964 году.

## Награды
- 1961 — Стипендия Гуггенхайма по физике[4]
- 1997 — Премия в области физики частиц и физики высоких энергий, Европейское физическое общество
- 2004 — Премия Вольфа по физике
- 2010 — Премия Сакураи, Американское физическое общество